# Нитро система
Нитро системите (разг. нитро) са използвани при двигатели с вътрешно горене системи диазотен оксид, имащи за цел да подобрят мощността и ускорението на дадено превозно средство, най-често лек автомобил. Обикновено диазотният оксид се съхранява в алуминиеви бутилки с цилиндрична форма и различен размер, като е затворен под високо налягане в течно агрегатно състояние.

## История
Употребата на диазотен оксид с такива цели е позната на човечеството още от Втората световна война, когато технологията била прилагана в бомбардировачи, за да могат да летят на по-големи височини и пренасят по-обемни товари. След като се появяват реактивните самолети обаче, интересът към нитрото намалява. В следващите десетилетия били направени редица неуспешни опити за употреба в спортни автомобили, които известно време остават в тайна. През 70-те използването на нитро отново поражда тема на разговори в състезателните среди. Така, през 1978 година Майк Термос и Дейл Вазнаян създават „Nitrous Oxide Sistems Inc.“, усъвършенствайки нитро системите и правейки ги по-достъпни и лесни за вграждане.

## Принцип на действие
В общи линии една нитро система се възползва от повече гориво, отколкото е необходимо в случая.
Агрегатното състояние на оксида, веднъж преминал от цилиндъра във въздухопровода на автомобила, се променя от течно в газообразно. Това се дължи на преминаването му от среда с относително високо налягане към вакуумна среда във въздушния колектор, довеждайки до т. нар. „азотно кипене“.
Диазотният оксид запазва течната си форма, именно когато е съхранен под налягане от висок порядък. Оксидът претърпява кипене и разширение при понижаване налягането му, преминавайки в газ. За протичането на този процес е нужна енергия, получаваща се от топлината, погълната от заобикалящия въздух (газ) във въздухопровода. В резултат въздухопроводът е зареден със студен, богат на кислород високоплътен въздух и така се постига желаният ефект.

## Видове системи

### Мокри системи
„Мокри“ се наричат системите, които намират приложение в карбураторни двигатели и най-вече в автомобили, ползващи механичен компресор или турбокомпресор и пълненето на всмукателния колектор с бензин не представлява проблем за тях. Диазотният оксид и бензинът преминават през специална дюза, монтирана на поне 10 сантиметра разстояние от всмукателя. И оксидът, и бензинът се впръскват директно на всеки всмукател на цилиндъра.

### Сухи системи
Патентът за „сухата“ система принадлежи на „Nitrous Oxide Systems“ (NOS).
 Допълнителното гориво, нужно за увеличаването на мощността, се впръсква през дюзите на автомобила. Съдържа се клапан, каращ горивната системата да повиши налягането на горивото, който се отваря само тогава, когато системата впръсква газ.